# Munkaviszony
A munkajogban a munkaviszony A munka törvénykönyve által meghatározott munkavégzésre irányuló jogviszony. A munkaviszony a munkavállaló és a munkáltató között jön létre munkaszerződés kötésével, amit írásba kell foglalni. A munkaszerződésnek tartalmaznia kell a felek megállapodása alapján a munkabért és a munkavállaló munkakörét.
A hatályos magyar jog a munkaviszonyt a 2012. évi I. törvényben szabályozza.

## A munkavégzésre irányuló jogviszonyok egyéb fajtái
A munkavégzés történhet munkaviszonyban, megbízási vagy vállalkozási jogviszonyban, tanulói vagy hallgatói jogviszonyban tanulószerződés alapján, illetve gazdasági társasághoz kapcsolódó kötődés formája szerint személyes közreműködésként vagy segítő családtagként. Mindegyik esetben egymástól eltérő jogviszonyok keletkeznek, és ezekre eltérő szabályok vonatkoznak.

### A megbízási és a vállalkozói jogviszony
E kettő szerződésfajtát bármely magánszemély vagy gazdálkodó szervezet kötheti bármely másik magánszeméllyel vagy gazdálkodó szervezettel. Mindkettőre a polgári jogi szabályok érvényesek. A megbízás esetén az elvégzett munkával szemben az az elvárás, hogy az azt végző személy a lehető leggondosabban, az adott tevékenység során a tőle elvárható módon járjon el. Vállalkozás esetében a munkavégzéssel valamilyen eredményt kell elérni, produkálni, létrehozni. A munkaviszonytól lényegében az különbözteti meg őket, hogy a tevékenység tartalmát a munkavégző saját szaktudása alapján, a megbízó vagy megrendelő közvetlen iránymutatása nélkül végzi, legtöbbször saját eszközeivel.

### A tanulószerződés és a hallgatói szerződés alapján végzett munka
Az oktatási intézmény tanulója vagy hallgatója köti olyan gazdálkodó szervezettel, amely az oktatási intézménnyel szakmai gyakorlati hely biztosítására szerződésben áll. A tanulói/hallgatói szerződés célja, hogy a tanuló/hallgató a tanulmányai során elméletben elsajátított tudáshoz kapcsolódó gyakorlatot megszerezze. Sajátos szabályait (pl. munkaidőre, bérezésre) külön jogszabályok tartalmazzák.

### Személyes közreműködés és segítő családtag
Ha a gazdasági társaság vagy szövetkezet tulajdonos tagja aktívan, munkavégzéssel vesz részt a cége tevékenységében (személyes közreműködés), akkor emiatt a céggel (gyakorlatilag saját magával) nem kell munkaszerződést kötnie. Ugyanez vonatkozik a segítő családtagra is. Segítő családtag például a családi Bt. által üzemeltetett boltban eladóként besegítő nagymama vagy 18 év feletti gyermek.

## A munkaviszony létrehozása
A munkaviszony a munkaszerződés megkötésével jön létre a munkaviszony alanyai között.

### A munkaviszony alanyai
A munkaviszony alanyai a munkáltató és a munkavállaló.

### A munkaszerződés
A munkaszerződés a munkaviszony jogos jogot létesítésére szolgáló  szerződésfajta, amelynek formai és tartalmi követelményeit a munka törvénykönyvéről szóló 2012. évi I. törvény határozza meg, illetve ennek hatálybalépését megelőzően a Munka Törvénykönyvéről szóló 1992. évi XXII. törvény határozta meg. A legfontosabb formai követelmény, hogy munkaszerződést mind az 1992. évi XXII. törvény, mind pedig a 2012. évi I. törvény szerint írásos formában kell megkötni. A munkaszerződést a munkavégzés megkezdését megelőzően kell megkötni.
Kötelező tartalmi elemei: a szerződő felek munkaviszony szempontjából lényeges adatai, a munkavégzés helye, a személyi alapbér (nem azonos a munkabérrel) és a munkakör. Ezen kívül ún. természetes elemei a napi munkaidő és a munkaviszony időtartama, azaz ha nem írják bele, akkor napi nyolc órára és határozatlan időre jön létre. Beleírni akkor kell, ha ezektől el akarnak térni.
A munkaszerződést, mint kétoldalú, egybehangzó szándéknyilatkozatot egészíti ki a munkáltató egyoldalú, de törvény által rögzített tartalmú tájékoztatása. Ebben kötelező a munkáltatónak tájékoztatnia a munkavállalót a képzettségi követelményekről, a munkaköri feladatokról, a munkába lépés napjáról, munkarendről, a bér egyéb elemeiről, a bérfizetés napjáról, a szabadság mértékéről és kiadásának módjáról, a felmondási idő mértékéről, valamint arról, hogy a munkáltatónál működik-e üzemi tanács vagy szakszervezet. E tájékoztatást a munkaviszony létrejöttét követő 30 napon belül írásban kell közölni a munkavállalóval a munkáltatónál szokásos módon.
A kötött elemeken kívül a munkaszerződésben rögzíthető minden olyan jog vagy kötelezettség, amelyet az egyik fél fontosnak tart és a másik fél elfogad. Ez alól szigorú kivétel, hogy a munkavállaló jogszabályban rögzített jogáról általánosan előre nem mondhat le (pl. nem fogadhat el a minimálbérnél alacsonyabb bért, vagy a jogszabály által maximált munkaidőnél hosszabb munkaidőt).

### Eltérések atipikus munkaviszonyok esetén
A munkaviszony tartalma, ezzel együtt a munkaszerződés és a tájékoztatás kötelező tartalma is változik atipikus munkavégzés esetén. A Munka Törvénykönyve ötféle atipikus foglalkoztatási formát nevesít.
Határozott időre szóló jogi munkaviszonyt jellemzően akkor létesítenek, ha egy adott időre vagy projektre vesznek fel munkavállalót. Ekkor a határozatlan időre létrejött munkaviszony megszüntetésekor irányadó szabályokat (felmondási idő, végkielégítés) nem kell alkalmazni, a munkaszerződésbe pedig bekerül a határozott idő meghatározása (naptárilag, vagy más alkalmas módon), egyebekben a munkaszerződés és tájékoztatás tartalma, illetve a munkaviszony tartama alatti szabályok azonosak.
Részmunkaidős foglalkoztatás esetében a munkaszerződés természetes elemei közül a napi munkaidő már nem természetes, hanem rögzített elem lesz, kevesebb, mint nyolc óra, és ebből adódóan néhány szabályt (bérezés, szabadság stb.) eltérően kell értelmezni, de más eltérés az alapszabályoktól gyakorlatilag itt sincs.
A távmunka szabályai részletesebbek, hiszen ennek lényegi eleme, hogy a munkát a munkavállaló saját otthonában végzi, így rendelkezni kell arról, hogy a munkáltató hogyan ad ki utasítást, hogyan ellenőriz, hogyan biztosítja a munkaeszközöket, vagy hogyan járul hozzá a munkavállaló munkavégzésből adódó otthoni többletköltségeihez (pl. internet szolgáltatás vagy villamos áram díja).
Legtöbb eltérés a munkaerő-kölcsönzés szabályaiban van, ahol a munkavégzés helyét nem kell rögzíteni, a munkakört csak „munkavégzés jellege”-ként, általánosan kell megadni a munkaszerződésben, viszont kötelező a szerződésben szerepelnie, hogy a munkaviszony munkaerő-kölcsönzésre jön létre.
A negyedik, a Munka Törvénykönyvében legújabban rögzített atipikus forma az iskolaszövetkezet tagjának harmadik személynél végzett munkája. Itt a tag és a szövetkezet egy keretszerződést köt, amelyben a tagnak nincs állandó munkavégzési, a szövetkezetnek pedig nincs állandó foglalkoztatási kötelezettsége, hanem a jogviszonyt lehetőségeik alapján, esetenként töltik meg tartalommal.
Nem atipikus, de e körben említendő, hogy a Munka Törvénykönyve a vezető állású munkavállaló esetén eltérő szabályokat alkalmaz a munkaidőre és szabadságra, ami kihat a tájékoztatás és a szerződés kötelező elemeire (munkaidejét és munkarendjét valamint szabadsága időpontját maga határozza meg).

## A munkaviszony megszűnése, megszüntetése
A munkaviszony megszűnik a határozott idő lejártával, a munkáltató jogutód nélküli megszűnésével vagy a munkavállaló halálával. Ezekben az esetekben nincs szükség megszüntető aktusra, a megszűnés azonnali és feltétel nélküli. A munkáltató jogutód nélküli megszűnése esetén a munkavállalónak végkielégítés jár.
A munkaviszony megszüntetéséről akkor beszélünk, ha azt valamelyik (vagy mindkét) fél kezdeményezi. A megszüntetésnek négy esete van, amelyek bármelyikét bármelyik fél kezdeményezheti, és akár megállapodással, akár egyoldalú nyilatkozattal szüntetik meg, e megállapodást vagy nyilatkozatot mindenképpen írásba kell foglalni.

### A rendes felmondás
Az egyik fél a másik félhez intézett egyoldalú nyilatkozatával rendes felmondással megszüntetheti a munkaviszonyt, amelyet a munkavállaló nem köteles, a munkáltató köteles indokolni. Munkáltatói felmondás indoka csak a munkavállaló képességeivel, a munkaviszonnyal kapcsolatos magatartásával, illetve a munkáltató működésével összefüggő ok lehet.
Nem lehet felmondani a munkavállalónak táppénz vagy betegszabadság alatt, gyermek betegsége miatti táppénz, illetve hozzátartozó ápolására kapott fizetés nélküli szabadság alatt, valamint gyermek gondozására kapott fizetés nélküli szabadság időtartama alatt, illetve ennek igénybe vétele nélkül is a gyermek hároméves koráig.
A munkáltató nem köteles indokolni a felmondását nyugdíjas munkavállaló esetében, és ilyen munkavállalóra az előbb felsorolt felmondási tilalmak sem vonatkoznak.
A rendes felmondás esetén felmondási időt kell alkalmazni. A felmondási idő hosszának minimumát és maximumát rögzíti a törvény (minimum 30 nap, maximum egy év), azon belül a felek állapodhatnak meg. A munkavállalónak munkáltatói felmondás esetén a felmondási idő felét, munkavállalói felmondás esetén az egészet le kell dolgoznia. A munkavállalót munkáltatói felmondás esetén a felmentési időre (azaz a felmondási idő felére) átlagkeresete illeti meg. Rendes felmondás esetén végkielégítés jár (minimum három év munkaviszony után).

### A rendkívüli felmondás
Rendkívüli felmondás szintén egyoldalú nyilatkozat, de ezt mindegyik fél indokolni köteles, és az indok csak a munkaviszonyból származó lényeges kötelezettségnek szándékosan vagy súlyos gondatlansággal, jelentős mértékben történő megszegésére hivatkozás lehet.
Vita esetén az indoklásban szereplő bármely állítást minden esetben a munkáltató köteles bizonyítani vagy cáfolni.
Munkáltatói jogszerű rendkívüli felmondás esetén nincs felmondási idő, és végkielégítés sem jár, munkavállalói jogszerű rendkívüli felmondás esetén mindkettő jár, és a munkavállaló ezeken felül még követelheti esetlegesen felmerülő kára megtérítését.

### A közös megegyezés
A felek megállapodásukban bármiben megegyezhetnek, tehát a rendes vagy rendkívüli felmondás bármely szabályától eltérhetnek. Gyakorlatilag egy szabad tartalmú polgári jogi szerződés, amelyben a felek bármilyen kötelezettséget vállalhatnak és bármilyen jogról – emberi méltósághoz fűződő jogaikat kivéve – lemondhatnak.

### Azonnali hatályú megszüntetés próbaidő alatt
A munkaviszony létesítésekor a felek próbaidőben állapodhatnak meg, amelynek időtartama legfeljebb három hónap lehet. A próbaidővel kapcsolatos megállapodást  a munkaszerződésben kell rögzíteni. Ezen időszak alatt bármelyik fél azonnal és indoklás nélkül megszüntetheti a munkaviszonyt.
Tekintettel arra, hogy ebben az esetben  az azonnali hatályú munkaviszony-megszüntetés joga a próbaidőhöz kapcsolódik, egyik fél sem köteles sem megnevezni, sem bizonyítani a megszüntetés okát - elegendő arra hivatkoznia, hogy a megszüntetés próbaidő alatt történik.

### Eljárás a munkaviszony munkaidőkeret lejárta előtti megszűnése esetén
A munkaviszony megszűnésekor a munkavállaló munkabérét az általános munkarend, a napi munkaidő és a teljesített munkaidő alapulvételével el kell számolni. A törvény felsorolja, hogy 
- a rendkívüli munkaidőre
- az állásidőre és
- az előlegnyújtásból eredő követelésre vonatkozó szabályokat milyen típusú munkaviszony megszűnés esetén kell alkalmazni ebben a speciális esetben. Kitér arra, hogy hóközben történő megszűnés esetén azonosan kell eljárni.[3]